# 凤凰塔 (深圳市)
凤凰塔俗名风水塔、文塔，位于广东省深圳市宝安区福永街道，始建于清代，现为深圳市文物保护单位。

## 概况

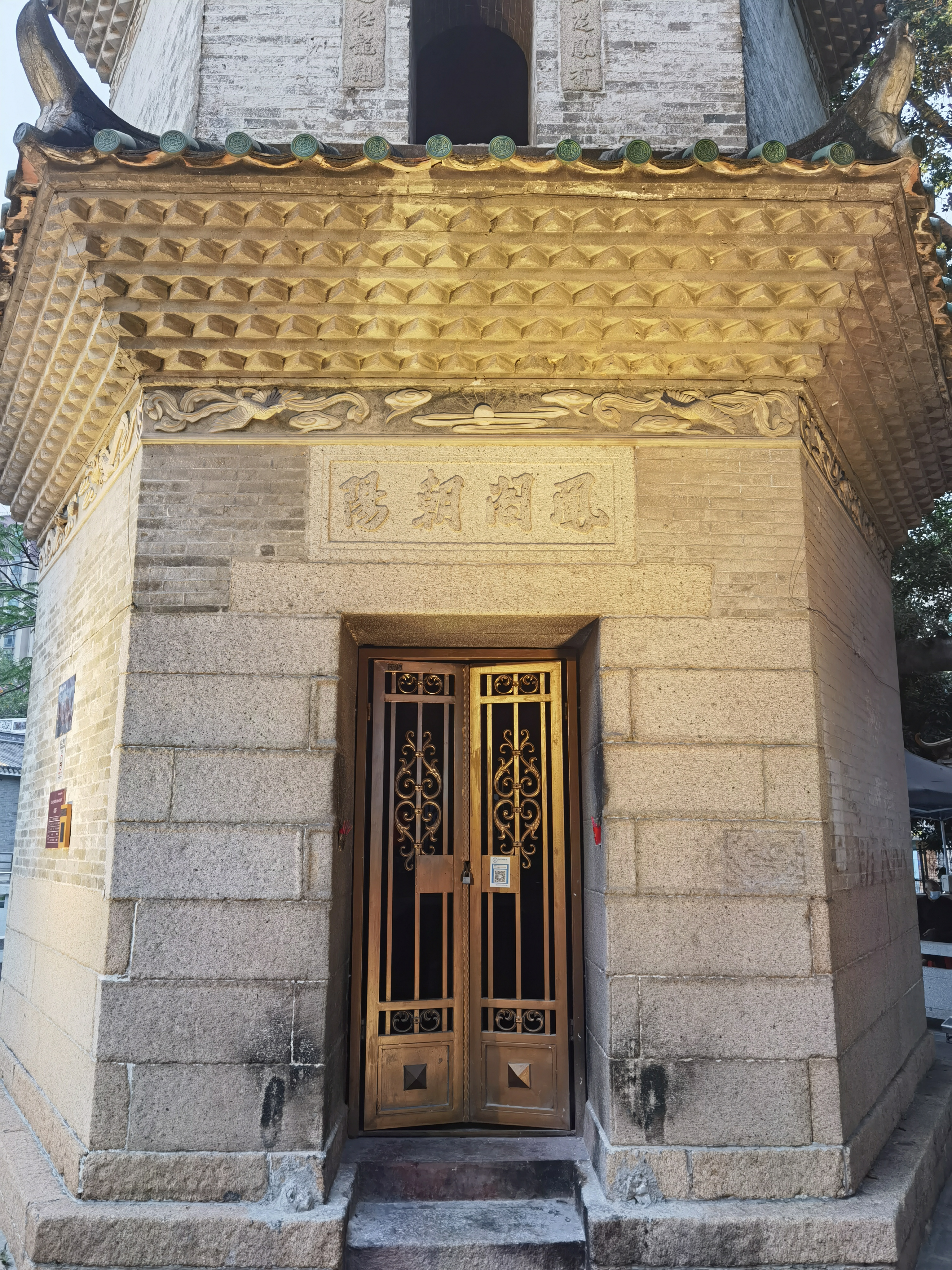
一层正门及“凤阁朝阳”门额

凤凰塔位于宝安区永凤路、凤凰大道路口的文塔公园内，初建于清嘉庆、道光年间，1991年重修。塔身坐西北朝东南，平面呈六边形，砖石木结构，是楼阁式风水塔。塔高约六层20米，第一层用花岗岩石条砌筑，二层以上主要使用青砖砌筑，外壁每层用青砖叠砌出檐，无平座。塔内每层有木制楼板和楼梯。塔身每层均有开门、开窗，其中底层正面开长方形门；第二、三层正面开券门；第四、五层正面开方窗；第六层正面开圆窗；此外，每层与正面相邻的两侧面还有长方形小窗各一个。每层塔门（窗）上均有石匾或对联，楷书阳文。第一层门额为“凤阁朝阳”；第二层为“开文运”、对联“地近舟山凭凤翥，天明黄道任龙翔”；第三层为“经纬楼”、对联“凤云蟠五岭，金璧联三台”；第四层为“独占”；第五层为“直上”；第六层为“倚汉”。塔顶为六角攒尖顶，原有塔刹，后遭雷击毁，1991年重修时复建。

## 保护
- 1984年9月6日，深圳市人民政府公布为深圳市文物保护单位[參 4]

## 周边
- 凤凰古村：宝安区区级不可移动文物、“宝安十景”
- 文天祥纪念馆